# Hauptverwaltung Seepolizei

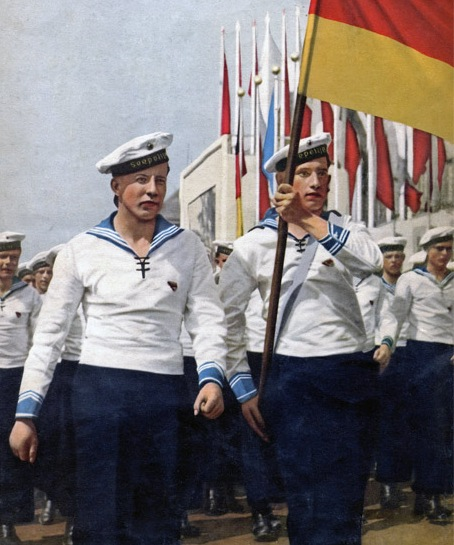
Angehörige der Seepolizei

Als Hauptverwaltung Seepolizei (HVS) wurde ein im Juni 1950 mit Unterstützung sowjetischer Offiziere beim Ministerium des Innern der DDR geschaffenes bewaffnetes Organ bezeichnet, das den Sicherheitsinteressen der DDR an der Seegrenze und in den Küstengewässern dienen sollte. Vorangegangen war am 28. Februar 1950 die Aufstellung einer „Hauptabteilung z. b. V. (See)“ innerhalb der Hauptabteilung Ausbildung im Ministerium des Innern. Die HVS bestand bis zur Eingliederung in die Volkspolizei See am 1. August 1953.

## Aufgaben
Neben der Grenzsicherung bestand eine der ersten Aufgaben der HVS in der Beräumung der Küstengewässer der DDR von Seeminen. Mit dem Minenräumen konnte im September 1952 begonnen wurden. Es wurden allerdings keine Minen gefunden. Zugleich diente die Hauptverwaltung Seepolizei von Beginn an als Kern einer künftigen Marine der DDR. Deshalb wurden die Besatzungen für militärische Aufgaben ausgebildet, wie zum Beispiel den Vorposten- und den Geleitdienst.
Die Aufgabe Grenzsicherung ging im Mai 1952 von der HVS an die Deutsche Grenzpolizei über.

## Personal und Ausbildung
Die Seepolizei konnte bei ihrem Aufbau nur in geringem Umfang auf erfahrenes militärisches Personal zurückgreifen, weil viele Angehörige der ehemaligen Kriegsmarine bei Kriegsende in britische und US-amerikanische Kriegsgefangenschaft geraten bzw. in die westlichen Besatzungszonen gegangen waren. Außerdem wollte man bewusst Anknüpfungen an die Wehrmacht vermeiden. Deshalb stand die Ausbildung von Anfang an im Vordergrund der Aufstellungsbemühungen.
Bereits im März 1950 war in Parow mit dem Aufbau einer Seepolizeischule begonnen worden, aus der später, benannt nach ihrem ersten Leiter, die Flottenschule „Walter Steffens“ entstand. Die Schule nahm am 1. August 1950 den Betrieb auf. 1952 wurden zusätzlich eine Seeoffiziers-Lehranstalt und eine Ingenieurtechnische Lehranstalt gegründet. Außerdem wurden viele Offiziere zur Ausbildung in die Sowjetunion geschickt.
Bis Ende 1951 wuchs der Personalbestand auf etwa 3.000 Mann an.

## Material und Ausrüstung

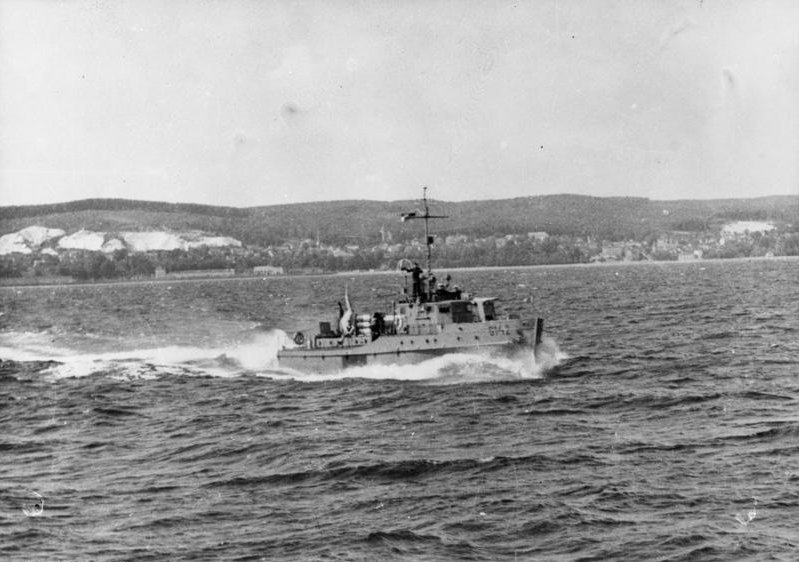
Küstensicherungsboot der HVS vor Rügen

Im Mai 1950 übergaben die sowjetischen Streitkräfte sechs Räumboote des Typs R-218 aus Beständen der ehemaligen Kriegsmarine und später ein Hilfsschiff. Hinzu kamen die Wracks von vier dänischen Kriegsschiffen, die zu Hilfsschiffen hergerichtet werden sollten. Für den Dienst an der Küste erhielt die Seepolizei außerdem 150 Pferde und einige Kraftfahrzeuge.
Ab 1951 wurden von der Sowjetunion und Werften der DDR weitere Boote geliefert. Das Bauprogramm sah die Beschaffung von 20 Seekuttern, später als Küstensicherungsboote (KS-Boote) bezeichnet. Außerdem wurden größere Minensuch- und Räumboote in Auftrag gegeben, deren Bau Anfang 1952 begonnen wurde.
Nach der Abgabe der Aufgabe Grenzsicherung wurden im Juni 1952 acht KS-Boote an die Deutsche Grenzpolizei übergeben.

## Organisation
Die Leitung der Seepolizei befand sich in Ost-Berlin. An ihrer Spitze stand als Generalinspekteur (entsprechend Vizeadmiral) Waldemar Verner, Chef des Stabes war Heinz Neukirchen. Ihnen unterstanden je eine Räumboot- und eine Küstenschutzboot-Division, ein Bergungskommando, Schulen und eine Schiffsstammabteilung. Seit dem 27. Juli 1950 war außerdem der neu aufgestellte Seehydrographische Dienst der DDR der HVS unterstellt. Die genaue Organisation veränderte sich mehrfach.

## Übergang in die Kasernierte Volkspolizei See
Nach der im April 1952 erlassenen Anweisung der sowjetischen Staatsführung zur Etablierung einer regulären Armee in der DDR wurden die Einheiten der HVS als Volkspolizei zur See (VP-See) neu strukturiert, um die Grundlagen zur Gründung einer wirksamen Seestreitkraft zu schaffen. Am 1. August 1953 erfolgte die Eingliederung in die Kasernierte Volkspolizei (KVP), mit deren Umwandlung zur NVA am 1. März 1956 entstand schließlich die Verwaltung Seestreitkräfte der NVA (ab 1960 Volksmarine) sowie die ihr operativ unterstellte Grenzbrigade Küste.

## Verweise